# Skvader

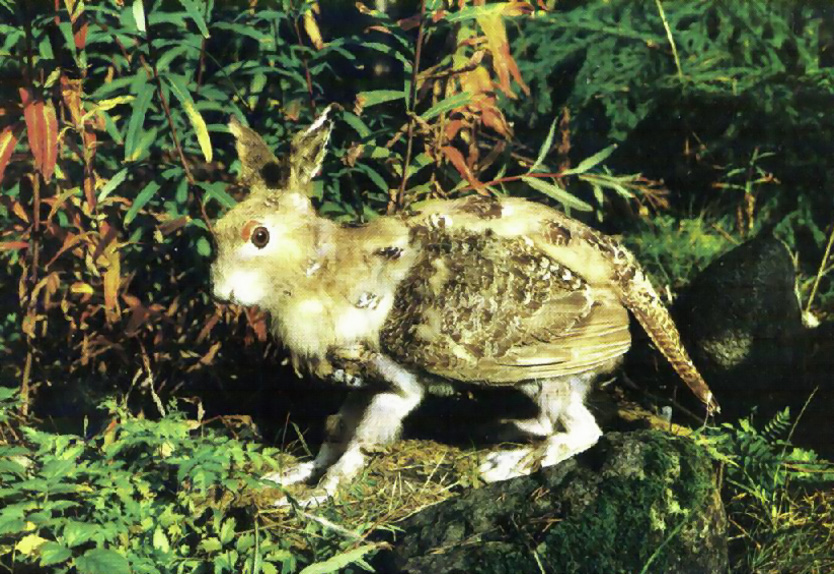
El skvader montado por Rudolf Granberg.

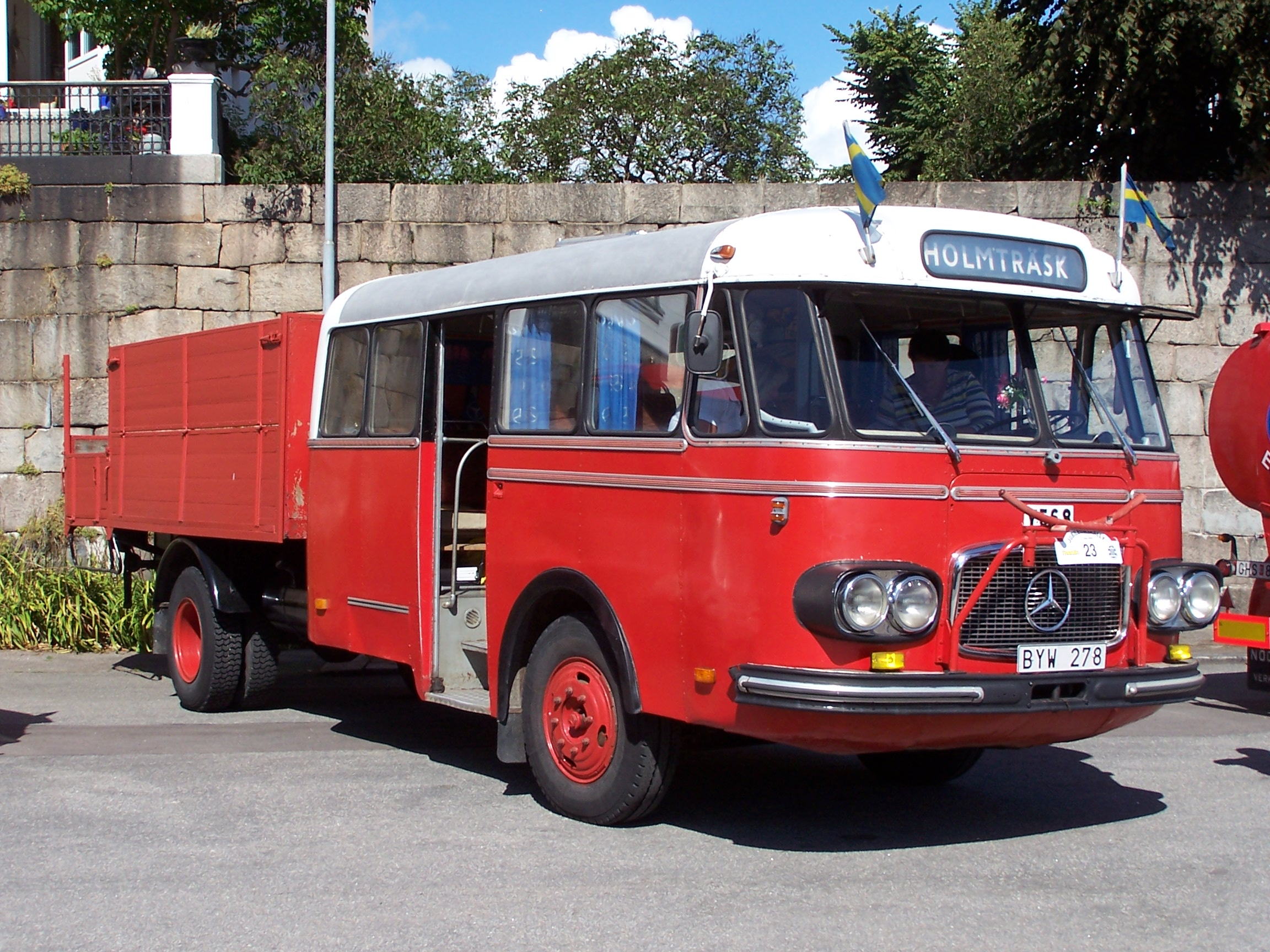
Un autobús "skvader" típico.

El Skvader es una criatura ficticia sueca construida en 1918 por el taxidermista Rudolf Granberg y expuesta en el museo de Norra Berget en Sundsvall. Tiene la parte delantera y las patas traseras de una liebre (Lepus), y el trasero, las alas y cola de un urogallo (Tetrao urogallus) hembra. Posteriormente se le dio en broma el nombre latín Tetrao lepus pseudo-hybridus rarissimus L.
El nombre es la combinación de dos palabras: El prefijo skva- de "skva-ttra"; (el cloqueo del pato), y el sufijo -der de "tjae-der" (urogallo).

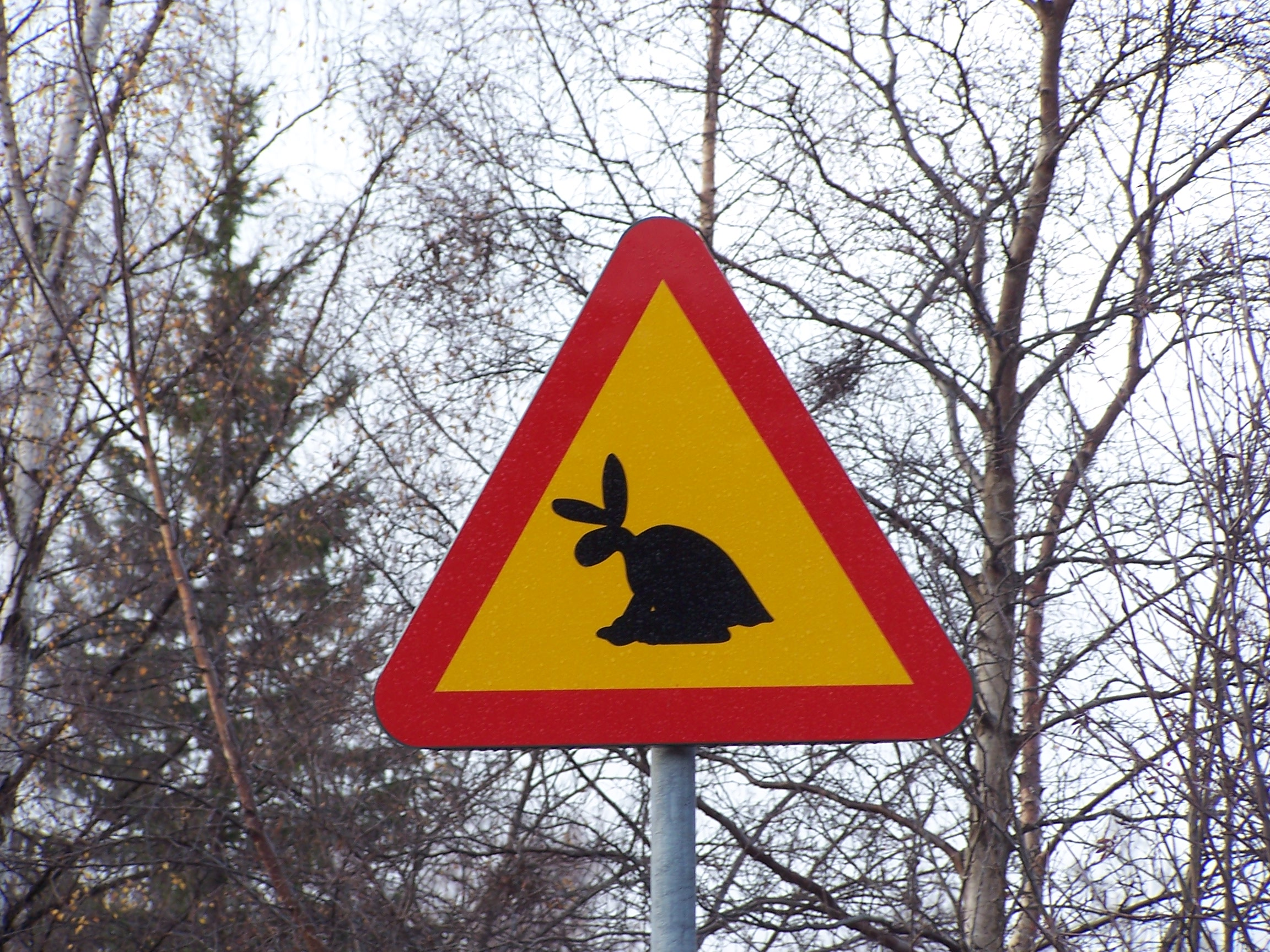
Una señal cerca del museo avisa a los conductores de la presencia de skvaders en la carretera.

El skvader aparece en un cuento de cazadores contado por un hombre llamado Håkan Dahlmark durante una cena en un restaurante de Sundsvall a principios del siglo XX. Para el regocijo de los otros clientes, Dahlmark afirmaba que él en 1874 había disparado a ese animal mientras cazaba al norte de Sundsvall. En su cumpleaños de 1907, su ama de llaves le regaló una pintura del animal, hecha por su sobrino y poco antes de su muerte en 1912, Dahlberg donó el cuadro a un museo local. Durante una exhibición en Örnsköldsvik en 1916 el dueño del museo conoció al taxidermista Rudolf Granberg. Le mencionó la historia y el cuadro y le preguntó si reconstruiría el animal. En 1918 Granberg había completado el skvader y desde entonces ha sido una exhibición muy popular en el museo, junto con la pintura.
El skvader fue desde entonces un símbolo extraoficial de Sundsvall y cuando la provincia Medelpad eligió un animal oficial (además de la flor oficial) en 1987, muchos ciudadanos votaron al skvader. La elección final fue un compromiso, la liebre, que es la parte delantera del skvader.
El término "skvader" se usa hoy en día en sueco para decir "una mala combinación" o "una combinación de elementos contradictorios".  
"Skvader" también fue el apodo en los años 1950 y 1960 para un autobús combinado con camión que se usaba habitualmente en rutas cortas en Norrland; la parte delantera era un bus que cogía pasajeros y la parte trasera un área de carga abierta, usada normalmente para el transporte de leche de pequeñas granjas hasta la lechería más cercana.